# Hesperomeles cordata
Hesperomeles cordata là loài thực vật có hoa trong họ Hoa hồng. Loài này được (Lindl.) Lindl. mô tả khoa học đầu tiên năm 1837.